# ユニオンカーバイド

ロゴ

ユニオンカーバイド (Union Carbide Corporation) は、アメリカ合衆国で最も古い化学企業のひとつであり、米国を代表する化学企業の中では実に一世紀以上の歴史を持つ老舗的存在である。本社はコネチカット州ダンベリー。従業員3,800名を擁する。
プリント基板の素材として知られるベークライトの主要な製造企業であり、1898年の創業以来、複数回のM&Aを繰り返して化学、鉱業、原子力関連産業を有する世界的なコングロマリットへと発展した。また、国防総省及びエネルギー省の重要な納入契約業者のひとつで、ウラン鉱の採掘、精製、核燃料製造、核廃棄物処理といった原子力産業のパイオニアとして評価されている。
しかし、史上最悪のボパール化学工場事故を起こして世界的に耳目を集め、人道に外れたその対応は大きく非難された。ウェストバージニア州でのトンネル工事に際して、大量の粉塵が発生するにもかかわらず、防塵マスク等を支給せず作業員の健康管理責任を怠ったことで数千人の労働者が塵肺を発症した、1927年の「ホークス・ネストトンネル災害」 (en:Hawk's Nest incident) でも知られる。また、各国の大手化学企業の大半の例に漏れず、アスベスト問題でも数々の訴訟を起こされている。
ボパール化学工場事故発生以前は、科学・経済に留まらず合衆国の発展に多大な貢献を果たした同社を評価する旨の書籍が多数出版されていたが、ボパール化学工場事故とその後の対応の世界に与えたマイナスインパクトがあまりに大きすぎたため、以降は同社に関する出版物の多くがボパール化学工場事故を大きく取り上げている。
現在、業界では世界最大手であるダウケミカルの子会社となり、製品のほとんどをダウケミカルに納入する。

## 沿革
- 1898年 創業。

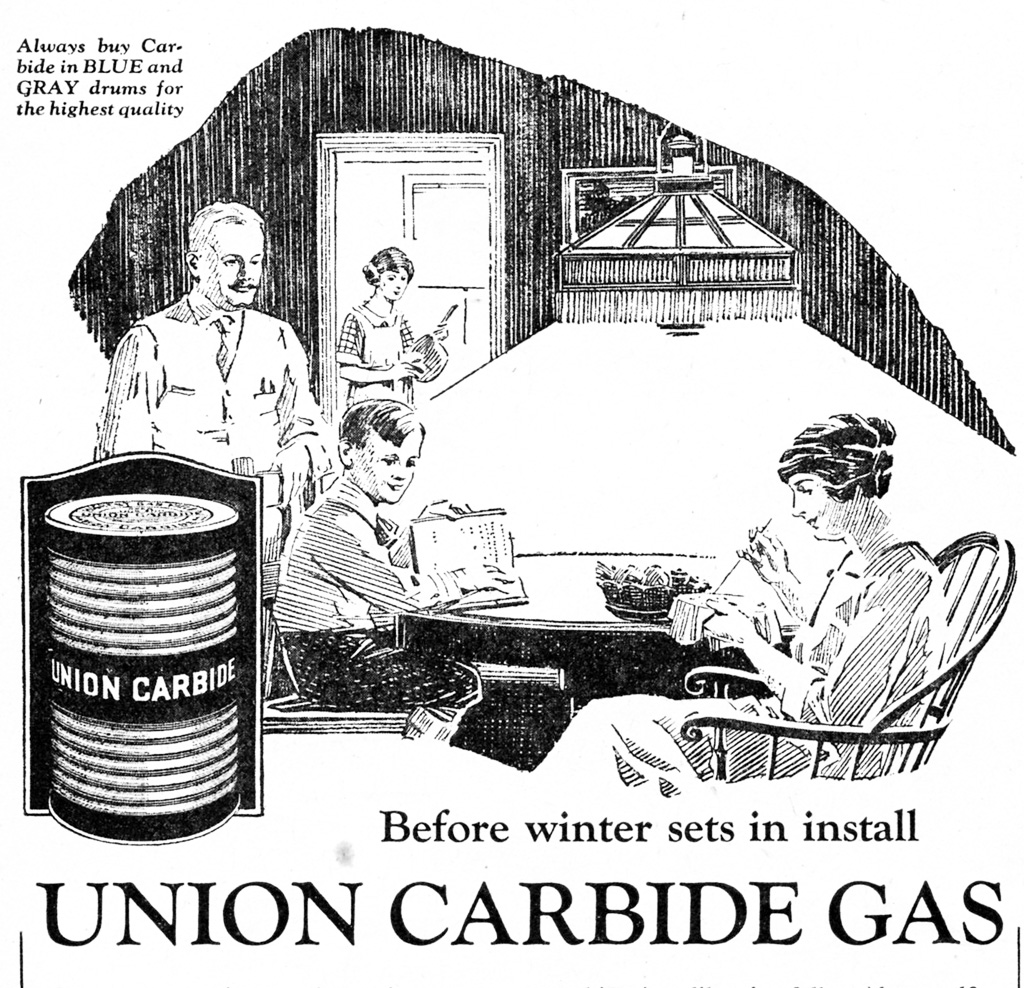
1922年当時のユニオンカーバイドのガス照明の広告

- 1917年 ナショナルカーボン、プレスト-O-ライト他数社と合併して、ユニオンカーバイド & カーボン社となる。
- 1927年 工場用の電力確保のため、ウェストバージニア州南部ホークス・ネストでトンネルを掘削。「ホークス・ネストトンネル事故」に発展。
- 1939年 レオ・ベークランドが創設したゼネラル・ベークライト社を吸収してベークライトの製造を開始する。
- 1957年 現在の「ユニオンカーバイド」に社名変更。
- 1970年 昭和電工と合弁でユニオン昭和株式会社を設立。
- 1978年 欧州での石油化学事業の大半を、セブン・シスターズのひとつであり自動車用エンジンオイル製造販売でよく知られる、イギリスのBP社に売却。
- 1984年 「ボパール化学工場事故」発生。
- 1999年8月4日 ユニオンカーバイドとダウケミカルは、ユニオンカーバイドをダウケミカルの子会社とする計画を発表。
- 2001年2月6日 業界最大手のダウケミカルに吸収され子会社となる。

## ボパール事件
1984年12月3日午前0時過ぎ、インドのボパールにあった同社現地法人の、農薬と殺虫剤製造を主とするアジア最大規模の工場で、約40tにも及ぶ有毒のイソシアン酸メチル (MIC) が漏出し、数日以内に死者3,000人以上、重軽傷者150,000人以上を出すという、史上最悪の大惨事となった化学工場の事故。その後、現在に至るまでさらに16,000人以上がMIC中毒により死亡し、500,000人以上が今なお後遺症に苦しむ。
この事故の訴訟では、当時のCEOであったウォーレン・アンダーソンが米国へ逃亡し、法廷での審理を欠席したため、ボパール最高裁判長によって1992年2月1日に逃亡犯として宣告された。しかし、米国とは犯罪人引渡し条約を締結しているにもかかわらず、米国側はアンダーソンの身柄引渡しを拒否。米国や同社のこのような対応により、この頃から、事故ではなく事件へと発展する。
その後、逃亡中とされていたアンダーソンは、2002年に英国の新聞社による独自調査でニューヨーク州ロングアイランドのブリッジハンプトンに自宅を構えて居住しているところを発見された。その後、2014年にフロリダ州で亡くなった。

## 農薬
ユニオンカーバイド社が開発した農薬には、以下のものがある。
- カルバリル(NAC)